# Бергамаско, Мирко
Мирко Бергамаско (итал. Mirco Bergamasco, родился 23 февраля 1983 в Падуе) — итальянский регбист, выступающий на позициях центра, вингера и фуллбэка за клуб «Цебре» и сборную Италии. Один из наиболее известных регбистов Италии.

## Карьера

### Клубная
Воспитанник школ команд «Сельваццано» и «Петрарка». Дебютировал в 2001 году в матче против «Виаданы», играл в течение двух лет. В 2003 году переехал во Францию, в «Стад Франсе», где выступал до 2010 года и выиграл дважды чемпионат страны. В 2010 году переехал в «Расинг Метро 92», но за три года запомнился только обилием травм. Вернулся на родину в сезоне 2013/2014 в «Ровиго», через год перешёл в «Цебре».

### В сборной
Первую игру провёл 2 февраля 2002 против Франции (поражение 33:12). Всего в активе Мирко 86 матчей за сборную и 244 очка: 14 попыток, 50 штрафных, 12 реализаций. Играл на трёх чемпионатах мира. На Кубке шести наций 2011 года принёс первую победу Италии над Францией со счётом 22:21, забив шесть раз штрафные удары.

## Стиль игры
Известен благодаря отличному исполнению штрафных ударов. Рекордсмен чемпионата Италии по количеству исполненных штрафных (17), в сборной занимает 9-е место в подобном рейтинге (уступая только Ивану Франческато).

## Личная жизнь
Родом из регбийной семьи: отец Артуро и брат Мауро — также известные итальянские регбисты. Жена — Ати Савафи. Снимался для календаря «Боги Стадиона» (фр. Dieux du Stade). Мирко и Мауро являются лицами итальянской обложки игры Rugby 08.

## Достижения

### Клубные
- Чемпион Франции: 2004, 2007
- Вице-чемпион Франции: 2005
- Финалист Кубка Хейнекен: 2011
- Обладатель Кубка Кубертена[фр.]: 2011

### В сборной
- Обладатель Приза Джузеппе Гарибальди: 2011
- Участник чемпионатов мира:
  - 2003: две игры (против Новой Зеландии и Канады)
  - 2007: три игры (против Новой Зеландии, Румынии и Шотландии), одна попытка (против Новой Зеландии)
  - 2011: три игры (против Австралии, США и Ирландии), 2 реализации и 5 штрафных
- Участник Кубка шести наций: 2002—2011

## Награды
- Кавалер бронзовой медали спортивной доблести:
  - 2004 — 20 матчей за сборную Италии (медаль № 25979)